# Ixora vitiensis
Ixora vitiensis är en måreväxtart som beskrevs av Asa Gray. Ixora vitiensis ingår i släktet Ixora och familjen måreväxter. Inga underarter finns listade i Catalogue of Life.